# 高屯镇 (盖州市)
高屯镇，是中华人民共和国辽宁省营口市盖州市下辖的一个乡镇级行政单位。

## 行政区划
高屯镇下辖以下地区：
高屯村、和美村、蟒峪村、赶马河村、狮峪村、石灰窑村、现峪村、落水寨村和大胡峪村。